# Bernardo Polo
Bernardo Polo (fl. XVII secolo) è stato un pittore spagnolo del periodo barocco, attivo a Saragozza tra il 1650 e il 1675.

## Biografia

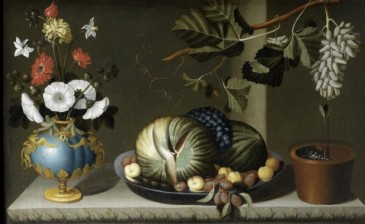
Vaso di fiori con un piatto di peltro, melone, uva e albicocche, un grappolo di uva su una tavola in pietra

Fu attivo in Saragozza, la capitale dell'Aragona, durante il terzo quarto del XVII secolo. Secondo il biografo contemporaneo Antonio Palomino, era particolarmente dotato nella rappresentazione di fiori.
Inoltre, è stata proposta l'identificazione con Bernardo Polo per il pittore sconosciuto, detto 'Pseudo-Hiepes', che dipinse oltre quaranta nature morte, che mostrano molte affinità stilistiche con Tomás Hiepes, autore valenciano di nature morte.